# 白斑线唇眼球贝
白斑线唇眼球贝（学名：Erosaria labrolineata）又稱梨皮宝螺（Cypraea labrolineata），为宝贝科眼球贝属的动物。分布于太平洋及印度洋，东起夏威夷，南至汤加、斐济等地，也見於印度洋的科科斯，属于暖海产。牠們多栖息于潮间带中、低潮区岩礁间，常隐藏在礁石块下面。该物种的模式产地在东马来西亚。